# Beasts of No Nation
Beasts of No Nation é um filme de guerra estado-unidense, escrito, realizado e filmado por Cary Fukunaga, baseado no romance homónimo do autor nigeriano, Uzodinma Iweala. Foi protagonizado por Idris Elba, Ama K. Abebrese, Abraham Attah, Grace Nortey, David Dontoh e Opeyemi Fagbohungbe. Estreou-se em competição na septuagésima segunda edição do Festival de Veneza, onde ganhou o prémio Marcello Mastroianni.
O filme foi selecionado para ser exibido na sessão Apresentações Especiais da quadragésima edição do Festival Internacional de Cinema de Toronto. Foi lançado globalmente pela Netflix a 16 de outubro de 2015 e no mesmo dia teve lançamento limitado nos cinemas norte-americanos pela Bleecker Street. Em Portugal foi lançado a 21 de outubro de 2015.

## Enredo
Uma guerra civil está surgindo em um país da África Ocidental não especificado. Um menino, Agu, vive em uma pequena aldeia com seus pais, irmão mais velho, e dois irmãos mais novos. A aldeia de Agu está em uma "zona de amortecimento" reforçada pelas tropas do ECOMOD. O pai de Agu é um líder local, e ajuda os refugiados das áreas circundantes, deixando-os ficar em sua terra.
A aldeia é informada de que o governo caiu, com os rebeldes alinhados por militares assumindo o controle do país. Com as forças rebeldes indo para a aldeia, muitas pessoas fogem para a capital do país para a segurança. O pai de Agu é capaz de comprar transporte seguro para sua esposa e filho mais novo, mas tem que ficar para trás com Agu e seu filho mais velho. As forças rebeldes e do governo lutam dentro e em torno da vila de Agu, os soldados rebeldes fogem e as forças do governo arredonda os aldeões restantes que pensam serem rebeldes. Quando eles estão prestes a serem executados, o pai de Agu diz a seus filhos para correrem, pouco antes de ser baleado.
Os dois garotos tentam escapar, mas o irmão de Agu é morto. Agu evita sua captura e escapa para a selva. Depois de vagar por um período de tempo não especificado, ele é apanhado em uma escaramuça de guerrilha. A NDF, uma facção rebelde em ascensão no país, adota Agu. O batalhão de Agu é liderado pelo comandante, que toma Agu sob sua asa. Depois de sofrer um brutal processo de iniciação, Agu se torna um membro de pleno direito da milícia.
Agu se torna amigo de outro jovem soldado da FDN, Strika, que nunca fala. Uma noite, o Comandante convoca Agu para seus aposentos e o viola. Strika, e outra das vítimas de estupro do Comandante, o conforta. Preacher, um soldado mais velho, dá Agu brown-brown para levantar seu humor. Agu e Strika participam de várias batalhas sangrentas e emboscadas. O sucesso do batalhão na tomada de várias cidades, matando centenas de homens, mulheres e crianças, gera uma convocação para o quartel-general rebelde, onde o Comandante, acompanhado por Agu, Strika e alguns outros membros do batalhão, vão ao encontro do líder da NDF. Eles passam uma noite inteira na área de espera, enfurecendo o Comandante. Quando finalmente encontram o Comandante Supremo, ele informa ao Comandante que ele não está sendo promovido, como ele esperava, e de fato está sendo removido do comando. O tenente do comandante tomará o controle do batalhão, e ao comandante será dado um posto de funcionários sob o líder rebelde. O Comandante vê isso como um insulto e parte para "celebrar" a promoção de seu tenente em um bordel. Enquanto os soldados (exceto Agu e Strika) passam a noite com as mulheres do bordel, uma das mulheres atira no tenente. O tenente é gravemente ferido e o comandante acusa a prostituta de tentar matar o tenente. A prostituta pleiteia com o comandante e diz que ela atirou no tenente por acidente, mas o comandante e seus homens atiram nas mulheres e deixa a cidade com o batalhão.
Agora em fuga de sua própria facção, bem como a ONU e as forças do governo, o batalhão sofre pesadas perdas. Ataques aéreos e escassez de suprimentos matam muitos deles, com Strika sendo morto por um tiro durante uma emboscada. O restante membros do batalhão se refugiam em uma mina de ouro por vários meses, esperando encontrar ouro para pagar por provisões. A munição se esgota, deixando o grupo sem nenhuma maneira de se defender das forças inimigas que invadem. Agu informa o Comandante sobre isso, e ele diz a Agu que deve cuidar dele, como todos os filhos devem proteger seus pais. Enquanto eles falam, Preacher, agora o novo tenente, reúne os soldados para abandonar seus postos e render-se à ONU, pois certamente morrerão de fome ou serão mortos se ficarem. O Comandante se recusa primeiro a deixá-los ir, mas cede quando Agu diz que eles devem se render. Todos os soldados partem, deixando o comandante furioso e sozinho. Pouco tempo depois, eles são detidos pelas tropas da ONU. Os membros mais jovens do batalhão são enviados para uma escola missionária em uma parte segura do país. Agu fica longe das outras crianças, que jogam jogos e desfrutar do conforto e segurança da escola. Agu é atormentado pelo que aconteceu, e tem pesadelos sobre ele.
Depois de muito tempo, Agu diz ao conselheiro da escola que ele fez algumas coisas terríveis, mas não entrará em detalhes. Ele teme que o conselheiro pense que ele é algum tipo de "besta". Em vez disso ele conta como ele costumava ser um bom menino, de uma boa família, e que sua família o amava. A cena final mostra Agu finalmente juntando-se aos outros meninos para nadar e brincar no oceano.

## Elenco
- Abraham Attah como Agu
- Idris Elba como Comandante
- Ama K. Abebrese como Mãe[12]
- Grace Nortey[12]
- David Dontoh[12]
- Opeyemi Fagbohungbe como Sargento Gaz[13]

## Produção
A 20 de agosto de 2013, Idris Elba foi escalado para o filme. Cary Fukunaga realizou seu próprio argumento, onde trabalhou neste por sete anos. Red Crown Productions financiou e produziu o filme com a Primary Productions e Parliament of Owls. A 17 de maio de 2014, Participant Media e Mammoth Entertainment cofinanciaram o filme com seis milhões de dólares. A 6 de junho, os três atores ganeses Ama K. Abebrese, Grace Nortey e David Dontoh juntaram-se ao elenco. Opeyemi Fagbohungbe também juntou-se ao filme. Dan Romer compôs a banda sonora do filme.

### Filmagem
A filmagem foi feita na Região Oriental de Gana, a 5 de junho de 2014. As gravações também foram feitas em locais como Koforidua e Ezile Bay de Akwidaa.

## Recepção
Beasts of No Nation recebeu comentários geralmente positivos dos críticos, em particular, pelas performances de Elba e Attah. No Rotten Tomatoes, o filme tem uma classificação de 92%, com base em 112 avaliações, com uma avaliação média de 7.8/10. No consenso crítico do site diz: "Beasts of No Nation encontra o escritor-diretor Cary Fukunaga trabalhando com um elenco talentoso para oferecer uma imagem sóbria, intransigente, mas ainda assim esperançosa do custo humano na guerra". No Metacritic, o filme tem 79 de 100 pontos possíveis, com base em 30 críticos, indicando "opiniões geralmente favoráveis".

### Controvérsia
Em 2013, a Artnet publicou um artigo que sugere que Fukunaga apropriou-se sem creditar o artista irlandês Richard Mosse para seu trabalho na fotografia infravermelha.

## Reconhecimentos
| Lista de prémios e nomeações | Lista de prémios e nomeações      | Lista de prémios e nomeações                | Lista de prémios e nomeações | Lista de prémios e nomeações |
| Prémios                      | Categorias                        | Destinatários e nomeados                    | Resultado                    | Ref.ª                        |
| ---------------------------- | --------------------------------- | ------------------------------------------- | ---------------------------- | ---------------------------- |
| Prêmio Screen Actors Guild   | Melhor Ator Coadjuvante em Cinema | Idris Elba                                  | Venceu                       |                              |
| Prêmio Screen Actors Guild   | Melhor Elenco em Filme de Cinema  | Abraham Attah, Kurt Egyiawan and Idris Elba | Indicado                     |                              |
| 72.º Festival de Veneza      | Prémio Marcello Mastroianni       | Abraham Attah                               | Venceu                       | [ 21 ]                       |
| 72.º Festival de Veneza      | Leão de Ouro                      |                                             | Indicado                     | [ 21 ]                       |
| 72.º Festival de Veneza      | Prémio Green Drop                 |                                             | Indicado                     | [ 21 ]                       |